# Џули Плек
Џули Плек (енгл. Julie Plec; Лос Анђелес, 26. мај 1972) америчка је телевизијска продуценткиња, сценаристкиња и редитељка. Позната је по свом раду за The CW, укључујући телевизијску серију Вампирски дневници (2009—2017), чија је ауторка поред Кевина Вилијамсона, као и њених спинофова, Првобитни (2013—2018) и Потомци (2018—2022). Тренутно ради на серији Вампирска академија за Peacock.

## Детињство и младост
Године 1994. Плекова је дипломирала на Северозападном универзитету. Првобитно је била на филмском смеру, али се на пола пута пребацила из програма и дипломирала на интердепартманском смеру.